# Selatrað

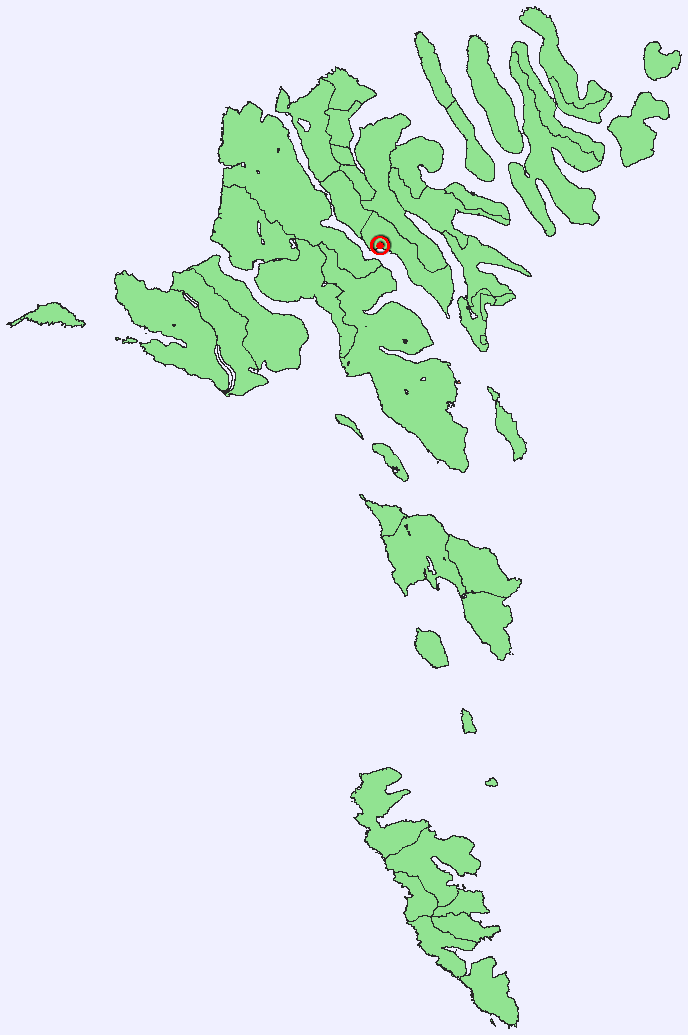
Lage von Selatrað auf den Färöern

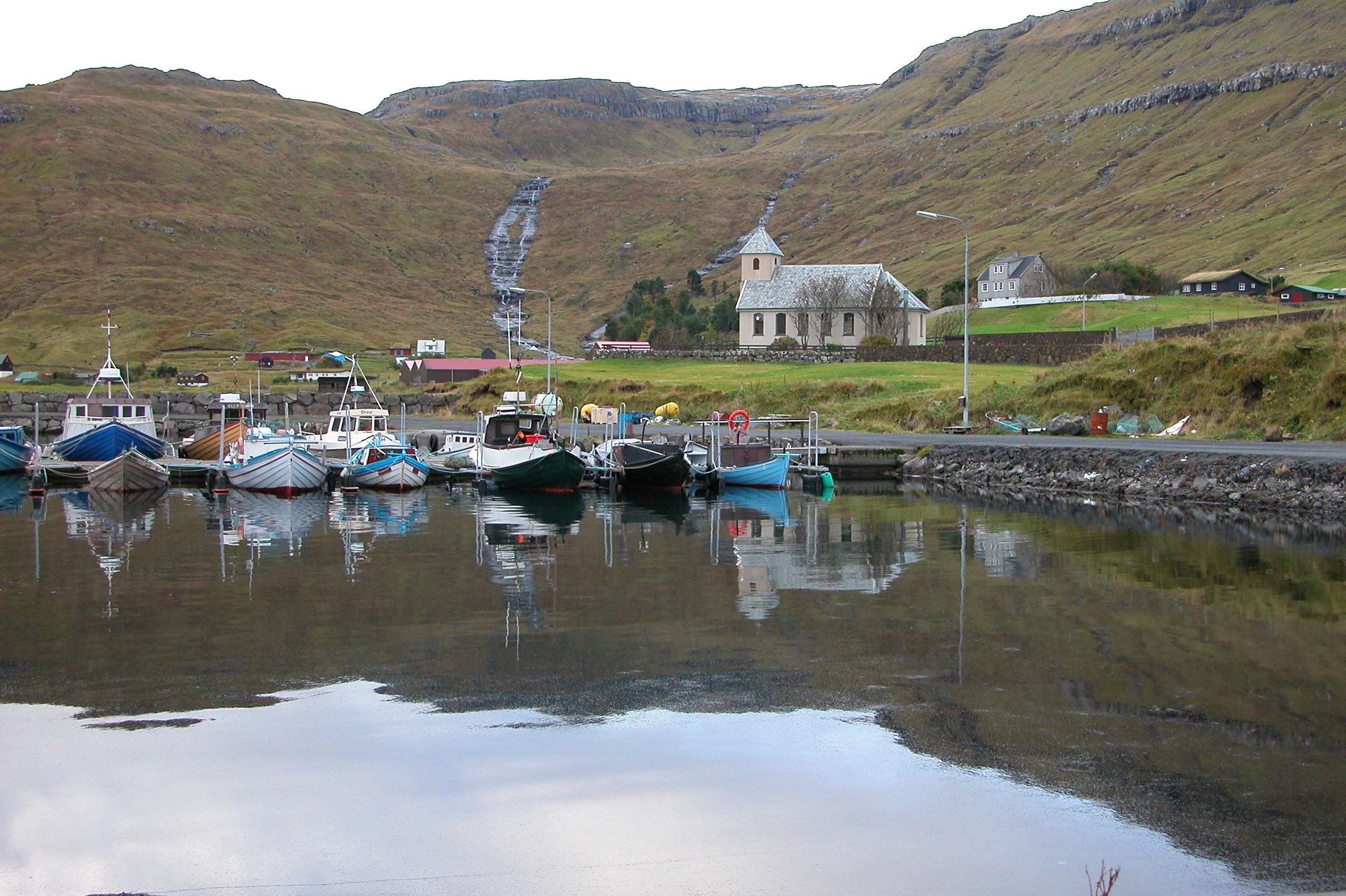
Hafenszene mit der Kirche und dem kleinen Wäldchen

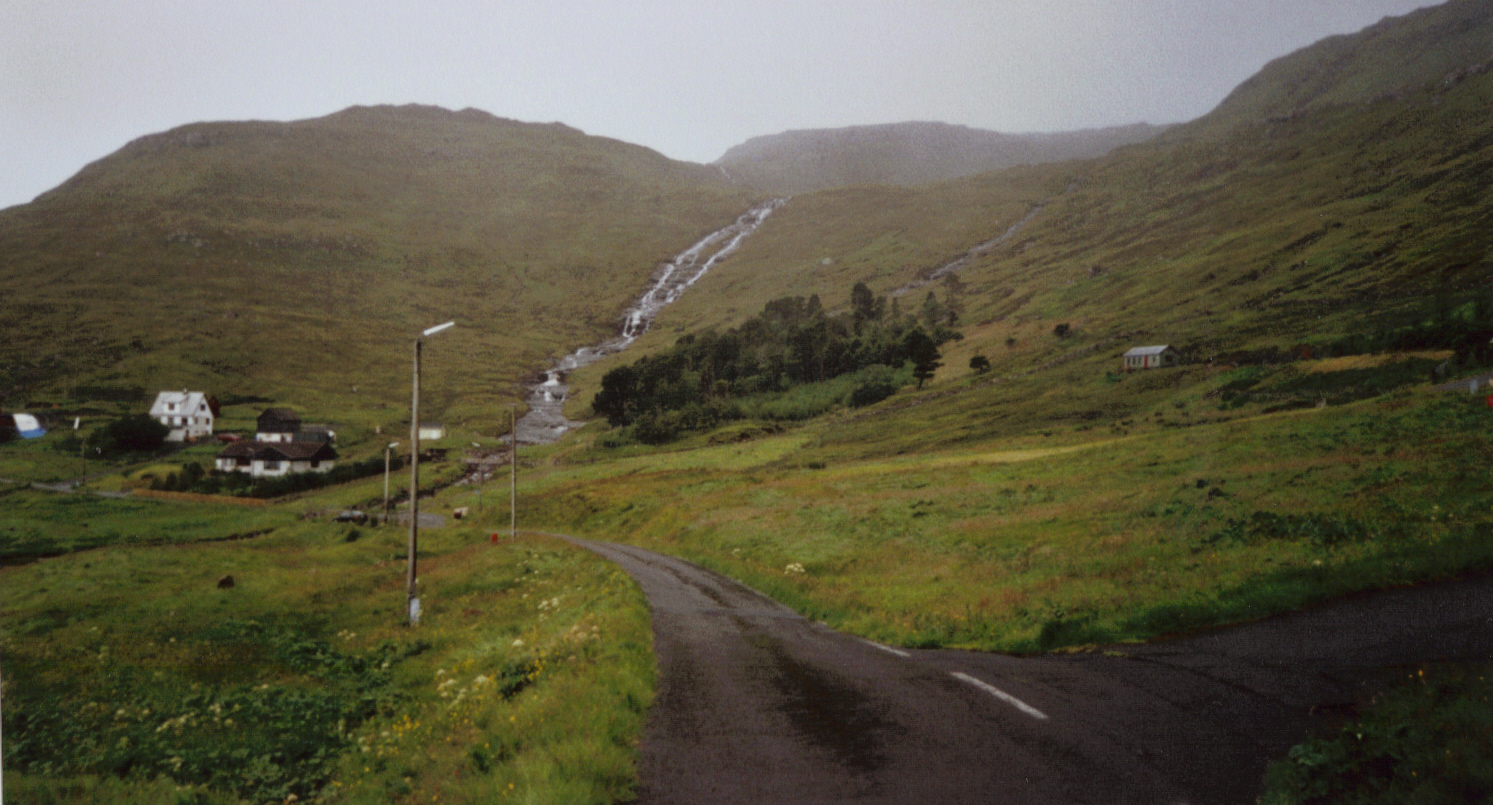
Blick zum "Viðarlundin" genannten Wald in Selatrað. Man erkennt, wo junge Bäume nachgepflanzt wurden.

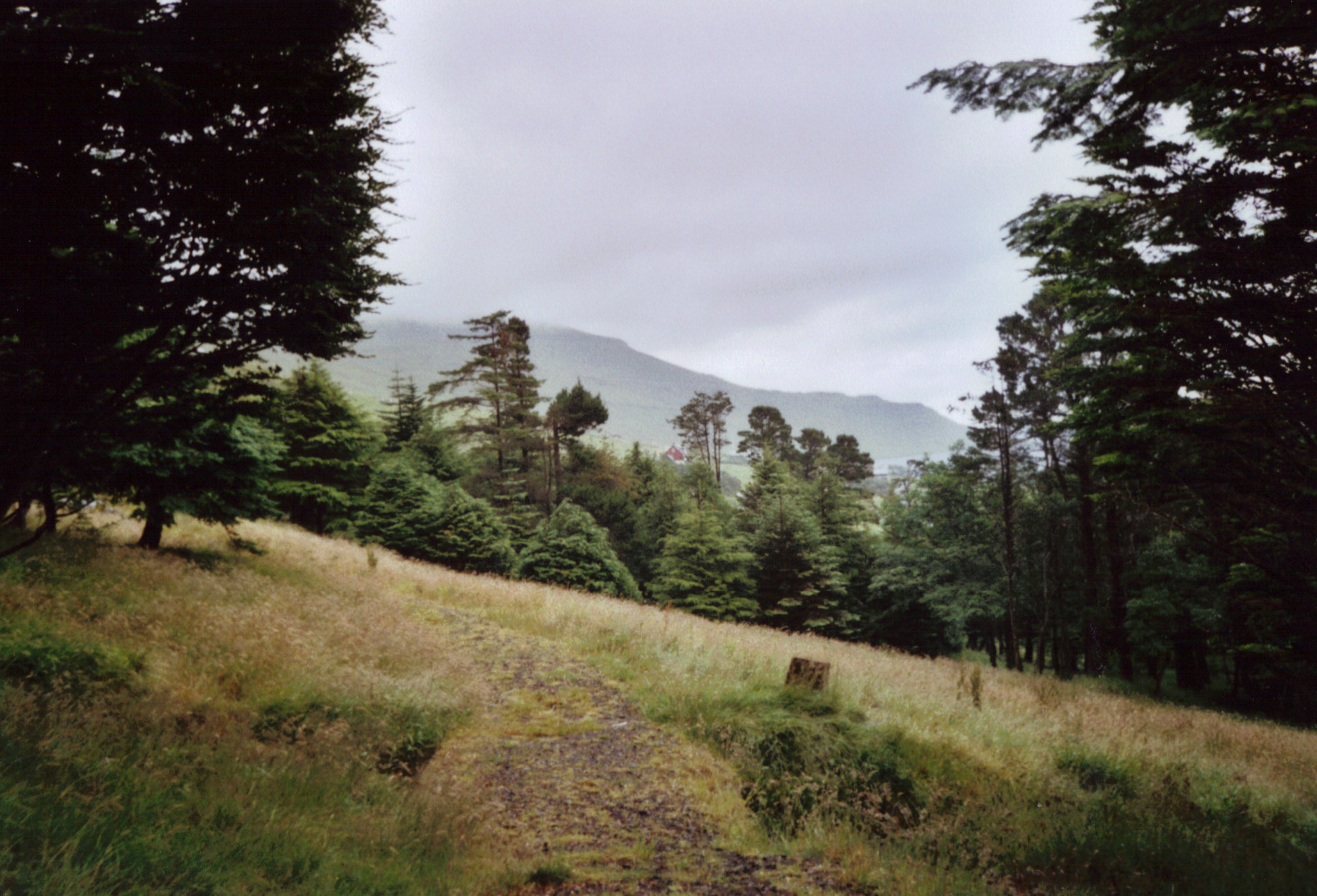
Der "Viðarlundin" ist von mehreren Wanderwegen durchzogen – ein Waldspaziergang ist auf den Färöer etwas Außergewöhnliches!

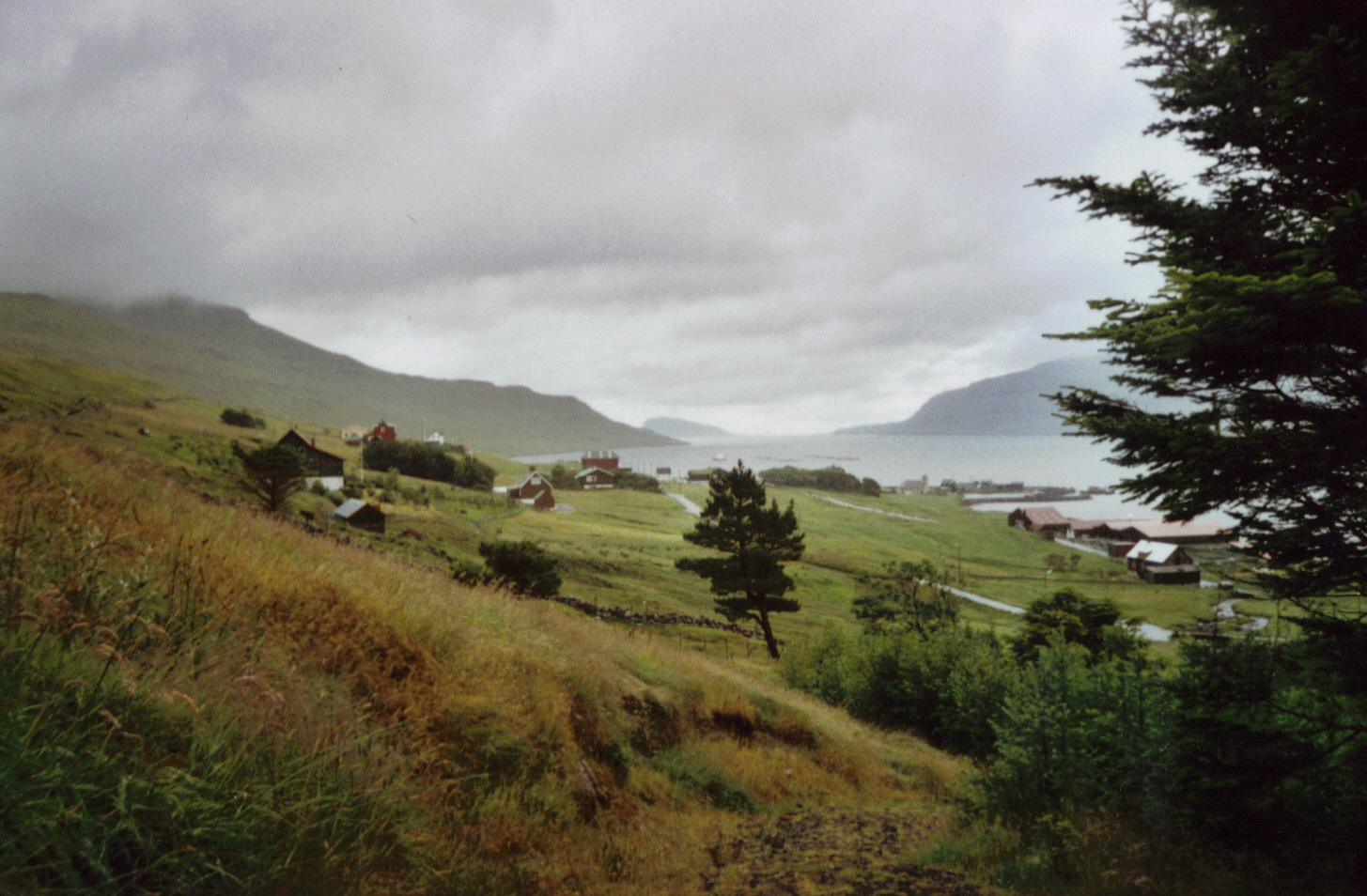
Blick vom Wald "Viðarlundin" zum Dorf Selatrað.

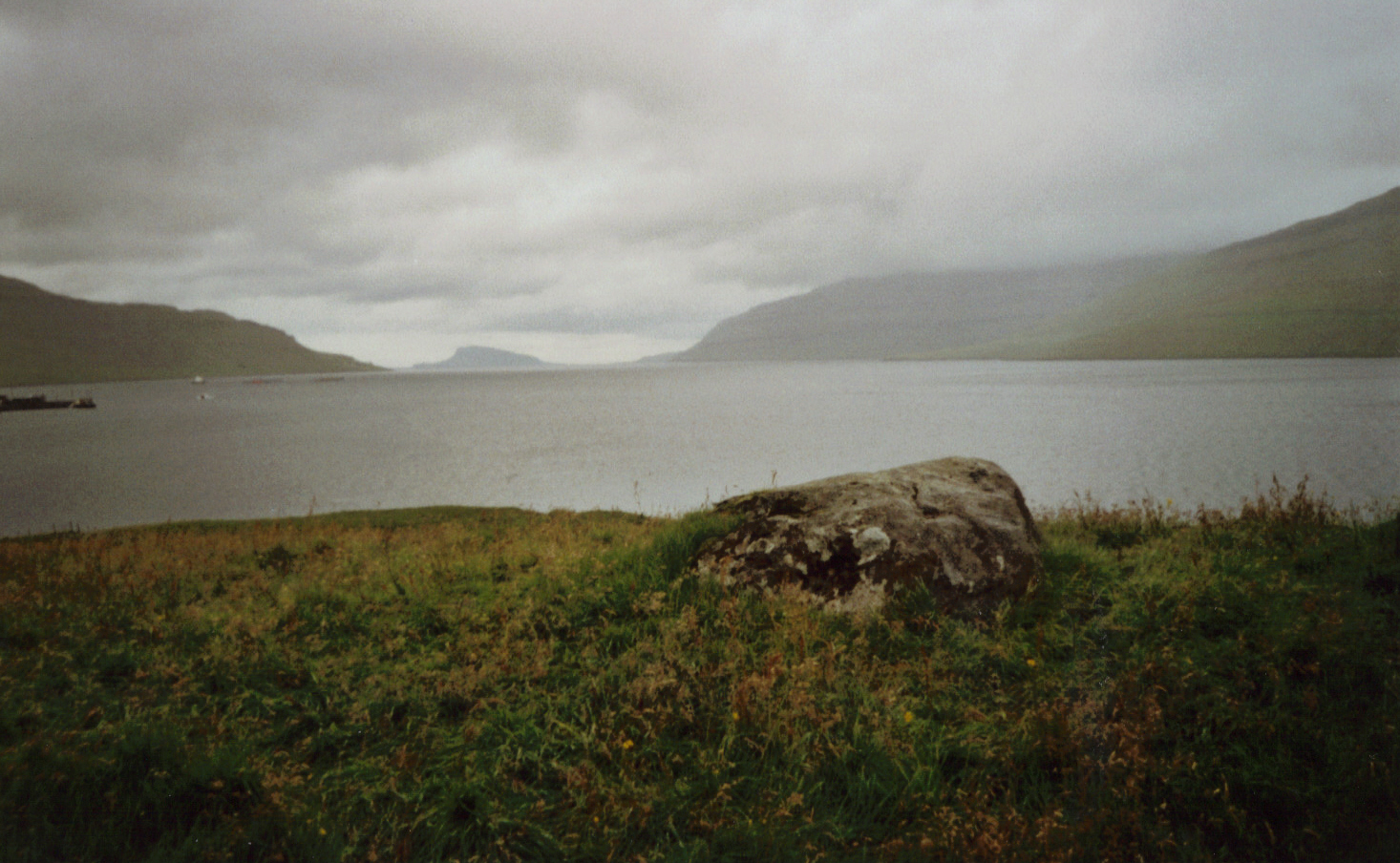
Thingstein "tingsteinurin" auf dem Thingplatz in Selatrað.

Selatrað [ˈseːlatɹɛa] (dänischer Name: Selletræ) ist ein Ort der Färöer an der südlichen Westküste Eysturoys.
- Einwohner: 58 (1. Januar 2007)
- Postleitzahl: FO-497
- Kommune: Sjóvar kommuna

Selatrað liegt am Ende der Straße, die von Strendur aus dem Süden hierher führt, und am Sund Sundini zwischen Eysturoy und Streymoy. In der Nähe befand sich spätestens seit dem Mittelalter eine lokale Thingstätte, das sogenannte várting. Es wurde 1629 erstmals schriftlich erwähnt, ist aber zweifellos älter. Der Ort wurde aber erst 1913 gegründet, und die Kirche stammt von 1927. Es ist die erste Kirche der Färöer, die vollständig aus Beton gebaut wurde. Am 27. Dezember 1927 wurde sie geweiht.
Sehenswert sind die mittelalterliche Hinrichtungsstätte Á Gálga am Meer im Westen des Dorfes sowie der markante Felsbrocken Tingsteinurin (Thingstein), der sich nicht weit davon auf einer Weide am Meer befindet. Hier tagte das Várting, das auch Todesurteile fällen konnte. Überliefert ist, dass hier 1626 eine Hinrichtung durch Hängen vollzogen wurde.

Eine weitere Besonderheit von Selatrað ist der Viðarlundin á Selatrað genannte Wald, der ab 1913 angelegt und 1974 erweitert wurde. Er bedeckt eine Fläche von 1,55 ha und befindet sich etwas landeinwärts, rund 40 m. ü. d. M. Durch ihn führen mehrere gut ausgebaute Spazierwege. Zwei Drittel der Bäume sind Nadelbäume – insbesondere Fichten, Kiefern und Lärchen – und ein Drittel Laubbäume, vor allem Ahorn, Erlen und Birken. 

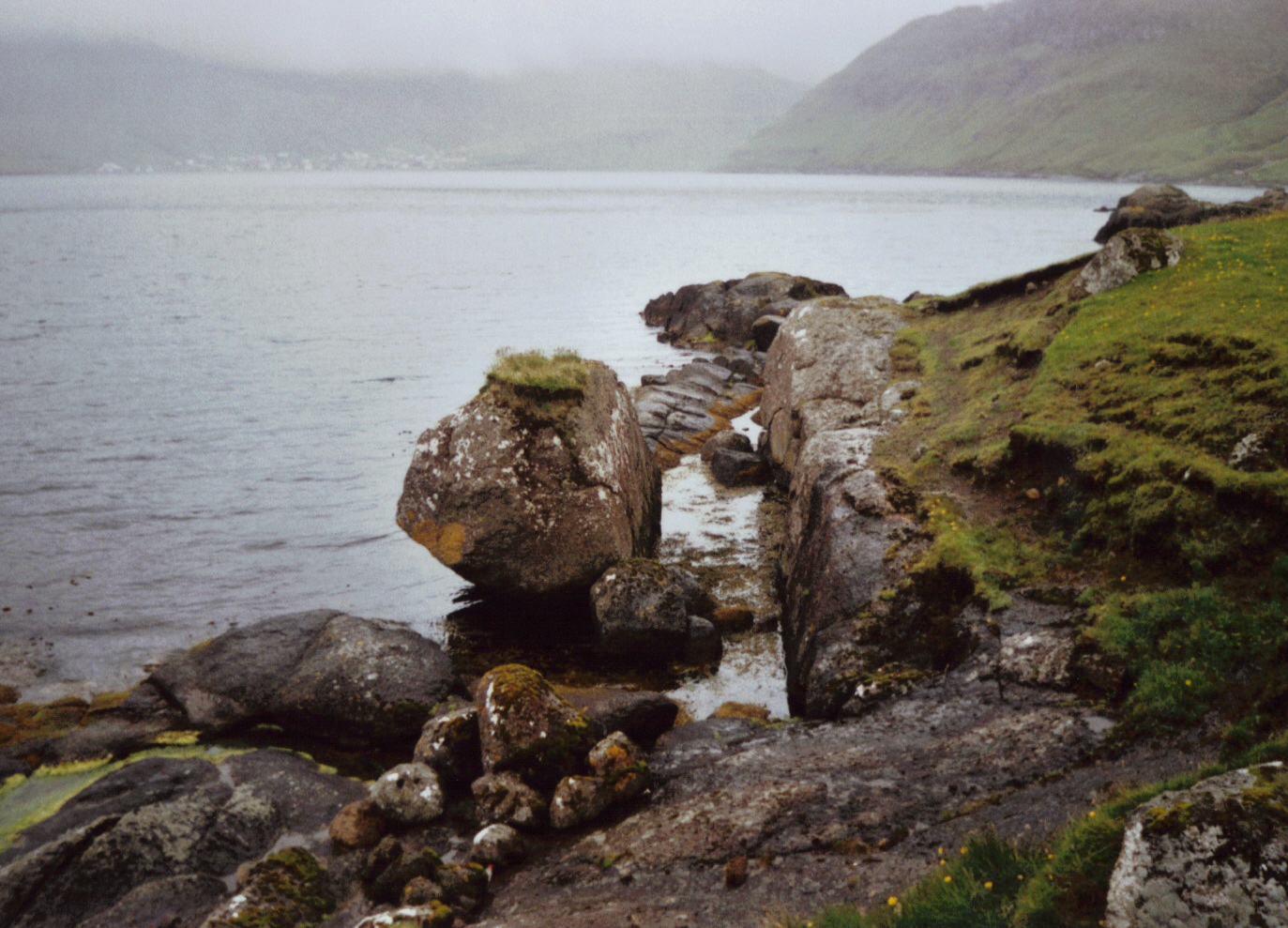
Hinrichtungsstätte "Á Gálga" bei Ebbe.

Bis 1975 die Brücke zwischen den beiden Hauptinseln gebaut wurde, verkehrte hier die Fähre von und nach der Hauptstadt Tórshavn, sodass der gesamte Verkehr von dort in den Osten des Archipels durch Selatrað fuhr.
Hier befindet sich ein Pfadfinderzentrum mit Zeltplätzen für 200 Personen und einigen Schlafräumen. Von hier aus werden auch Bergwanderungen in der Umgebung organisiert.